# ロスシー級フリゲート
ロスシー級フリゲート（英: Rothesay-class frigate）は、イギリス海軍のフリゲートの艦級。ホイットビィ級（12型）の小改正型であり、改12型フリゲート（英: Modified Type 12 frigate）とも称される。

## 設計
本級は、12型シリーズの端緒であるホイットビィ級の基本設計を踏襲しつつ、装備の更新およびレイアウトの改正を図った改良型である。このため、船体寸法や機関構成はホイットビィ級のものが踏襲された。外見上の特徴としては、煙突に傾斜が付された点がある。

## 装備

### 当初の装備
電子装備はホイットビィ級の構成が踏襲されており、前檣に目標捕捉 (短距離対空捜索）用の293Q型レーダー、その直前には対水上捜索用の277Q型レーダーを搭載した。なお277Q型レーダーは高角測定にも用いることができた。ソナーとしては、捜索用の174型ソナーと、リンボー対潜迫撃砲の目標捕捉・射撃指揮用の170B型ソナーが搭載された。また本級を含む1等艦の標準装備として、対潜戦用のJYA戦術状況表示装置（Automatic Surface Plot, ASP）も搭載された。
当初、高角機銃は70口径40mm連装機銃、機銃用方位盤としてMRS-8を搭載する予定であったが、後にイギリス海軍における70口径40mm機銃の装備計画そのものが撤回されたことから、1957年12月、代替装備として開発されたシーキャットGWS-20個艦防空ミサイルの搭載が決定され、これに対応して後部上部構造物を拡大した。しかしすぐには導入できなかったことから、「ロスシー」ではMk.5 56口径40mm連装機銃、その他の艦ではMk.7 56口径40mm単装機銃を搭載して竣工した。また艦砲はホイットビィ級の装備が踏襲され、45口径11.4cm連装砲（4.5インチ砲Mk.6）とMk.6M方位盤（275型レーダー装備）が装備された。
対潜兵器もホイットビィ級の装備が踏襲され、船首楼後端部を切り欠いてリンボー対潜迫撃砲2基が縦列に配置された。また長射程のMk.20「ビダー」対潜誘導魚雷の搭載を予定して魚雷発射管も搭載された。ホイットビィ級では片舷あたり固定式の単装発射管4基と旋回式発射管2基が搭載されたのに対し、本級では固定式発射管が連装2基に修正された。ただし、肝心の魚雷の開発断念に伴い、後に撤去された。

### 近代化改修
1966年から1972年にかけて、大規模な近代化改修が行われた。主眼となったのが中距離魚雷投射ヘリコプター（MATCH）の運用能力の付与で、後部上部構造物を拡大して格納庫が、またリンボー対潜迫撃砲のうち前方の1基を撤去して船楼甲板レベルにヘリコプター甲板が設けられた。これにより、ウェストランド ワスプ哨戒ヘリコプター1機の搭載・運用が可能になった。
またこれにあわせて装備の更新も図られた。予定通り、56口径40mm機銃を撤去してシーキャットGWS-20個艦防空ミサイルの4連装発射機が搭載されたほか、低空警戒用の293Q型レーダーは993型レーダーに、対水上捜索用の277Q型レーダーは978型レーダーに、また砲射撃指揮装置も戦後世代のMRS-3（903型レーダー）に換装された。またソナーも177型ソナーに後日換装されている。
電波妨害装置の搭載は実現しなかったが、コーバス 8連装デコイ発射装置は搭載された。

## 諸元表
|        | 新造時                                           | 近代化改修後                                    |
| ------ | ------------------------------------------------ | ----------------------------------------------- |
| 武装   | 45口径11.4cm連装砲×1基                           | 45口径11.4cm連装砲×1基                          |
| 武装   | 56口径40mm機銃×1基                               | シーキャットGWS-20短SAM 4連装発射機×1基         |
| 武装   | 533mm対潜魚雷発射管×12門 ※後日撤去もしくは未搭載 | 85口径20mm単装機銃×2基                          |
| 武装   | リンボー対潜迫撃砲×2基                           | リンボー対潜迫撃砲×1基                          |
| 艦載機 | ―                                                | ウェストランド ワスプHAS.1 対潜ヘリコプター×1機 |
| GFCS   | Mk.6M                                            | MRS-3                                           |
| レーダ | 293Q型 短距離対空捜索用                          | 993型 短距離対空捜索用                          |
| レーダ | 277Q型 対水上捜索用                              | 978型 対水上捜索用                              |
| ソナー | 174型 捜索用                                     | 177型 捜索用                                    |
| ソナー | 162型 海底捜索用                                 |                                                 |
| ソナー | 170型 攻撃用                                     |                                                 |
| 電子戦 | UA-3電波探知装置                                 | UA-3電波探知装置                                |
| 電子戦 | 短波方向探知機                                   |                                                 |
| 電子戦 | ―                                                | コーバス 8連装デコイ発射機×2基                  |

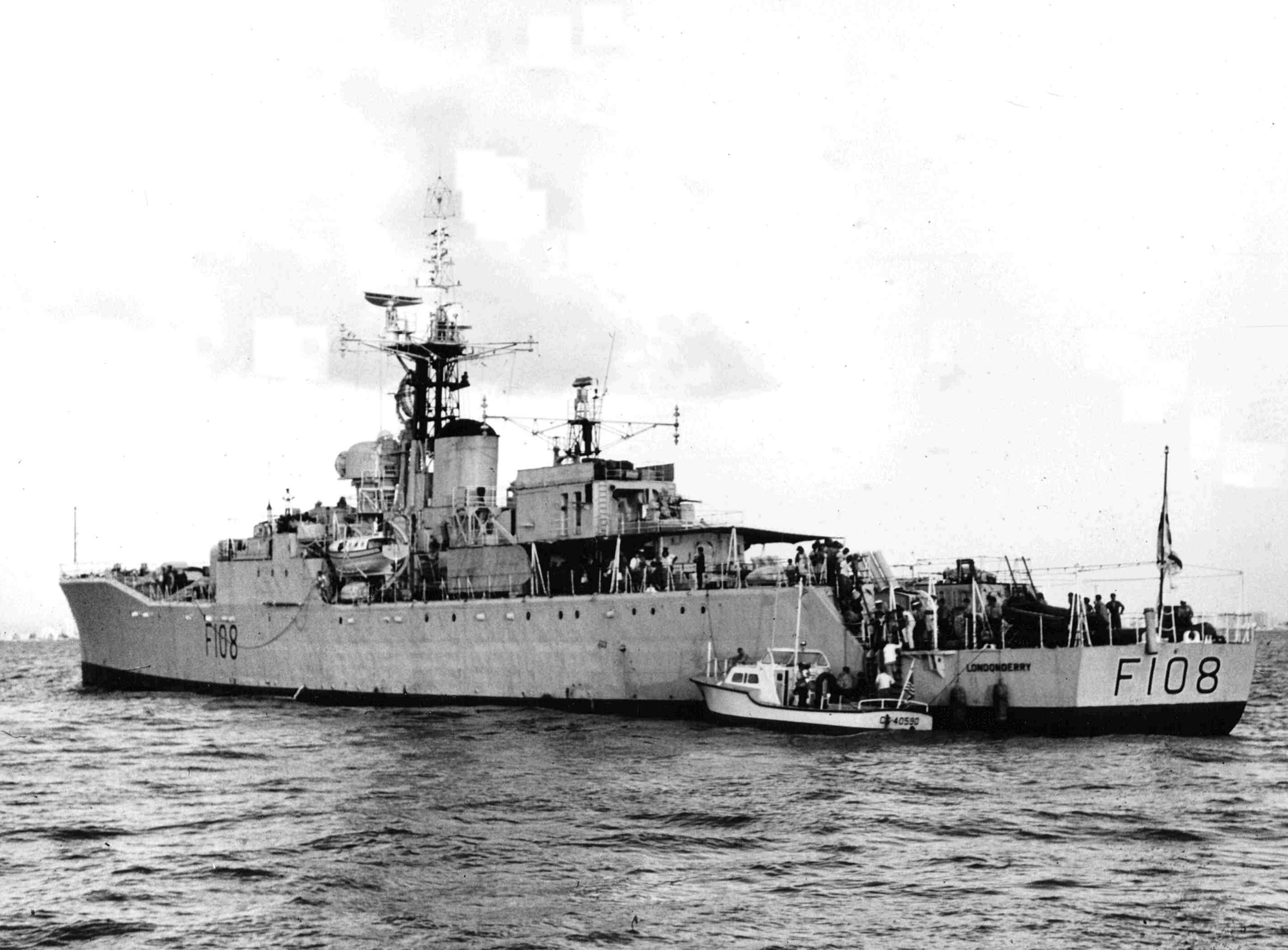
近代化改修前の「ロンドンデリー」 船楼甲板の後端部を一部切り欠いて、リンボー対潜迫撃砲2基が設置されている。
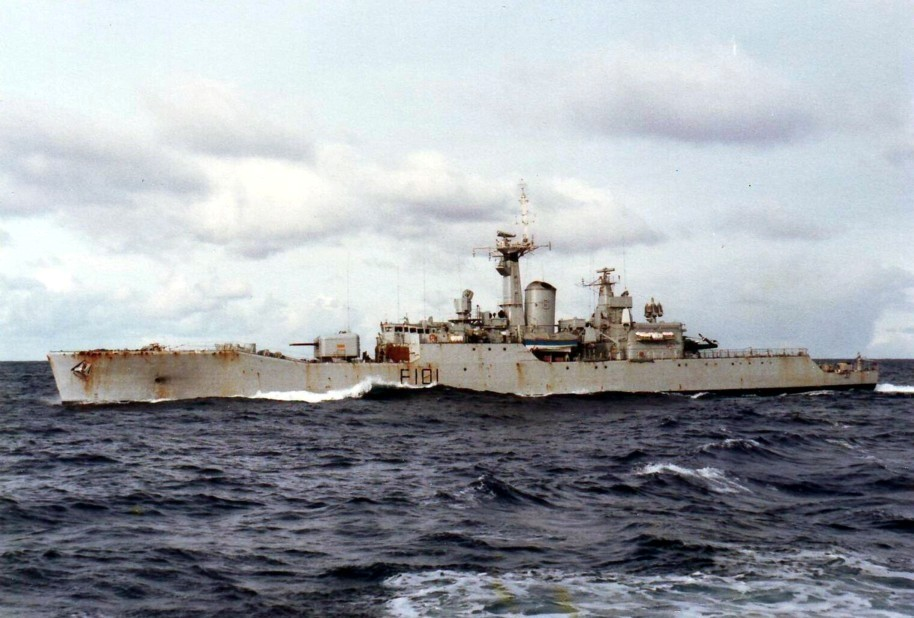
近代化改修後の「ヤーマス」 上部構造物後部を大型化してハンガーを設け、リンボー対潜迫撃砲のうち1基を撤去してヘリコプター甲板が設けられた。ハンガー上にはシーキャット短SAMの4連装発射機を装備している。
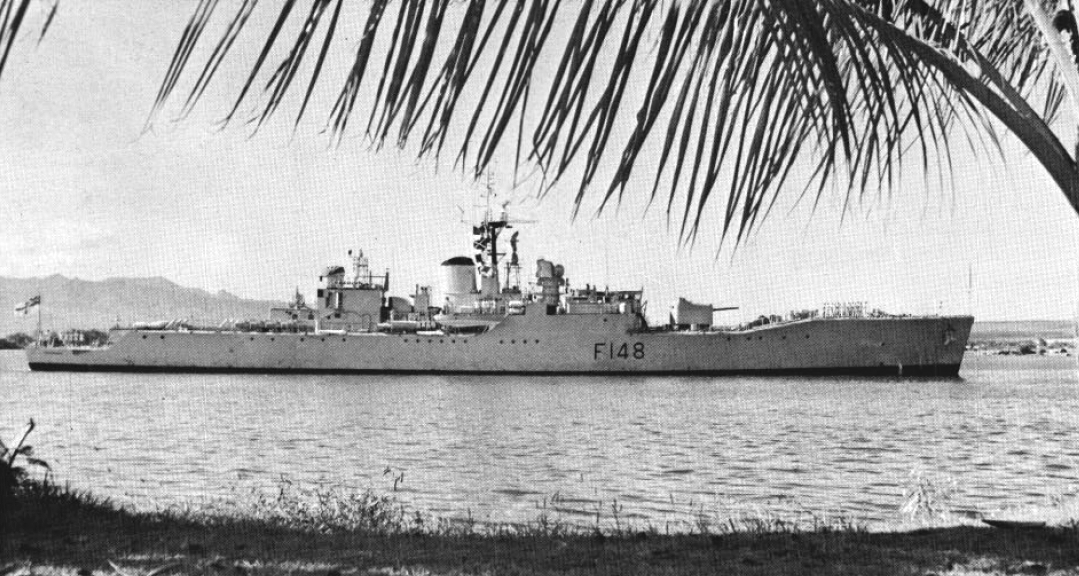
ニュージーランド海軍の「タラナキ」
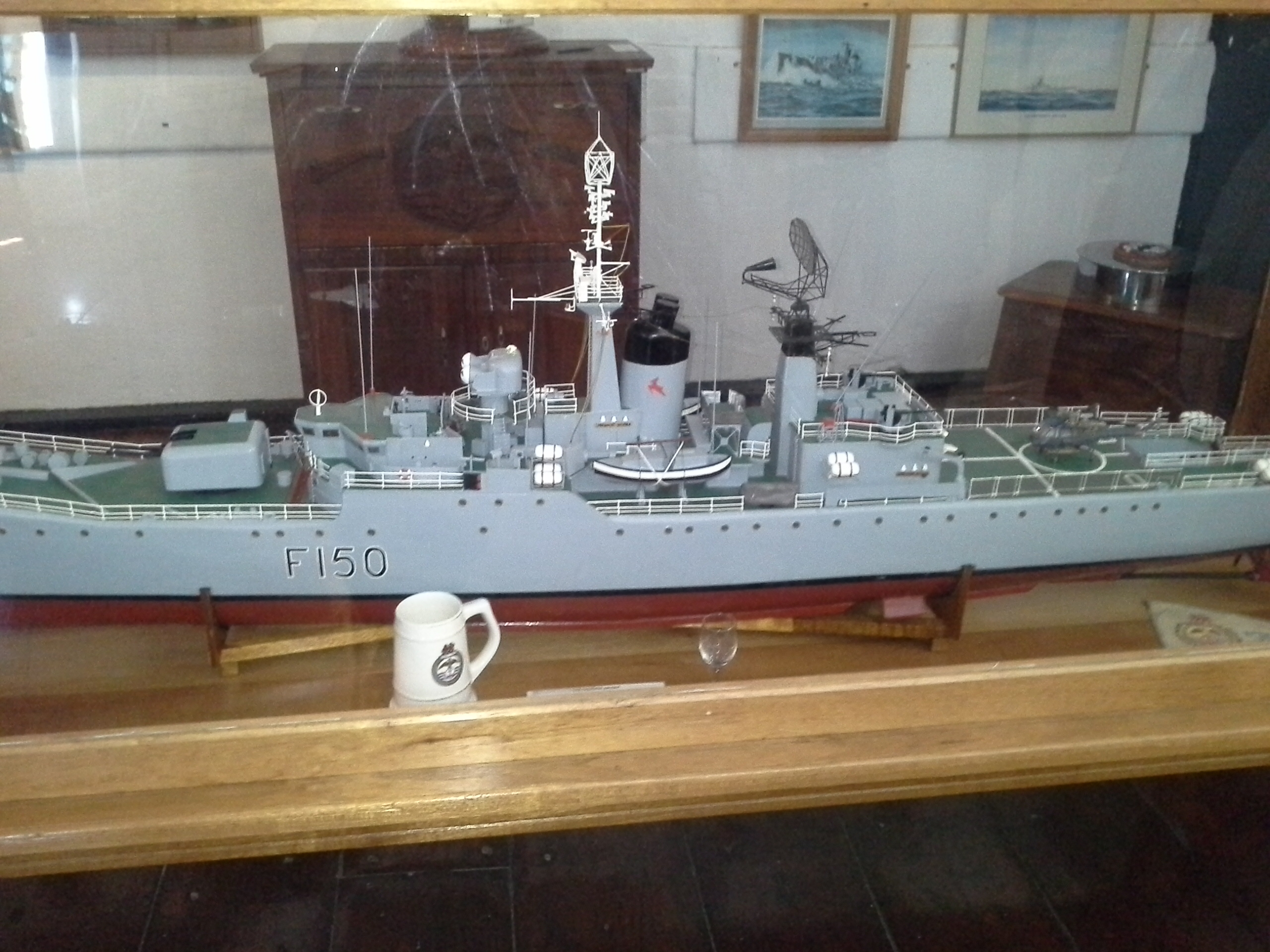
サイモンズタウンの南アフリカ海軍博物館（英語版）に展示されている「プレジデント・クルーガー」の模型

## 同型艦
朝鮮戦争を受けて、東西間の第三次世界大戦の懸念が高まっていたこともあり、当初計画では1953/4年度、1954/5年度、1955/6年度で2隻ずつが建造されるところまで予定されていたが、1954年、第3次世界大戦の脅威はさしあたり遠のいたと判断されたことから、実際の予算化は1954/5年度に先送りされることになった。ネームシップは1956年11月6日に起工され、以後、1961年までに9隻が建造された。1955/6年度計画には、更に10番艦「ウェイマス」が追加される予定もあったが、これは一度キャンセルされたのち、全面的に改設計されたリアンダー級のネームシップとして竣工した。
イギリス海軍向けの9隻以外にもニュージーランド向けに2隻、南アフリカ共和国向けに3隻の同型艦が建造されており、前者はオタゴ級（英語: Otago-class frigate）、後者はプレジデント級（英語: President-class frigate）と呼称される。
イギリス海軍では、1980年代に入ると新型の22型フリゲートへの更新による退役艦が出始めたが、1982年のフォークランド紛争においては「ヤーマス」と「プリマス」の2隻がフォークランド諸島奪還の任を帯びた機動部隊に編入され出撃した。その後冷戦終結末期の1988年までに全艦退役した。ニュージーランドと南アフリカ共和国に輸出された姉妹艦も、イギリス海軍と同様に1980年代には全艦が退役した。
| 就役先               | #    | 艦名                                               | 起工            | 就役            | 退役                                                             | 備考                                                                           |                                  |
| -------------------- | ---- | -------------------------------------------------- | --------------- | --------------- | ---------------------------------------------------------------- | ------------------------------------------------------------------------------ | -------------------------------- |
| イギリス海軍         | F107 | ロスシー HMS Rothesay                              | 1956年 11月6日  | 1960年 4月23日  | 1988年 3月                                                       | 1988年に実艦標的として海没処分                                                 | 1988年に実艦標的として海没処分   |
| イギリス海軍         | F101 | ヤーマス HMS Yarmouth                              | 1957年 11月29日 | 1960年 3月26日  | 1986年 4月30日                                                   | 1987年に実艦標的として海没処分                                                 | 1987年に実艦標的として海没処分   |
| イギリス海軍         | F108 | ロンドンデリー HMS Londonderry                     | 1956年 11月15日 | 1961年 10月18日 | 1984年 3月29日                                                   | 退役後、機関学校サルタン付属の停泊練習艦となる。1989年に実艦標的として海没処分 |                                  |
| イギリス海軍         | F129 | リール HMS Rhyl                                    | 1958年 1月29日  | 1960年 10月31日 | 1983年                                                           | 1985年に実艦標的として海没処分                                                 |                                  |
| イギリス海軍         | F126 | プリマス HMS Plymouth                              | 1958年 7月1日   | 1961年 5月11日  | 1988年 4月28日                                                   | 2014年スクラップ処分                                                           |                                  |
| イギリス海軍         | F115 | バーウィック HMS Berwick                           | 1958年 6月16日  | 1961年 6月1日   | 1985年                                                           | 1986年に実艦標的として海没処分                                                 |                                  |
| イギリス海軍         | F113 | ファルマス HMS Falmouth                            | 1957年 11月23日 | 1961年 7月25日  | 1984年 7月                                                       | 1989年にスクラップ処分                                                         |                                  |
| イギリス海軍         | F103 | ローストフト HMS Lowestoft                         | 1958年 6月9日   | 1961年 9月26日  | 1985年                                                           | 1986年6月8日に実艦標的として海没処分                                           |                                  |
| イギリス海軍         | F106 | ブライトン HMS Brighton                            | 1957年 7月23日  | 1961年 9月28日  | 1981年                                                           | 1985年にスクラップ処分                                                         |                                  |
| ニュージーランド海軍 | F111 | オタゴ HMNZS Otago                                 | 1957年 9月5日   | 1960年 6月22日  | 1983年 11月7日                                                   | 1987年にスクラップとして売却解体                                               | 1987年にスクラップとして売却解体 |
| ニュージーランド海軍 | F148 | タラナキ HMNZS Taranaki                            | 1958年 6月27日  | 1961年 3月28日  | 1982年 6月18日                                                   | スクラップとして売却解体                                                       | スクラップとして売却解体         |
| 南アフリカ海軍       | F150 | プレジデント・クルーガー SAS President Kruger      | 1960年 4月6日   | 1962年 10月1日  | 1982年2月18日 補給艦「ターフェルバーグ」との衝突事故により沈没。 | 1982年2月18日 補給艦「ターフェルバーグ」との衝突事故により沈没。               |                                  |
| 南アフリカ海軍       | F147 | プレジデント・ステイン SAS President Steyn         | 1960年 5月20日  | 1963年 4月26日  | 1984年に売却、1990年スクラップとして解体                         | 1984年に売却、1990年スクラップとして解体                                       |                                  |
| 南アフリカ海軍       | F145 | プレジデント・プレトリアス SAS President Pretorius | 1960年 11月21日 | 1964年 3月4日   | 1985年に売却、1990年スクラップとして解体                         | 1985年に売却、1990年スクラップとして解体                                       |                                  |

## 関連艦種
- 12型フリゲート
- 14型フリゲート - 同時期に用いられた大量生産型フリゲート